# Majkopskij rajon
Il Majkopskij rajon (in russo Майкопский район?) è un municipal'nyj rajon della Repubblica autonoma dell'Adighezia, in Russia. Istituito il 28 dicembre 1934, occupa una superficie di circa 3730 chilometri quadrati, ha come capoluogo Tul'skij e conta 58.899 abitanti.